# The Cape (serie televisiva 1996)
The Cape è una serie televisiva statunitense, prodotta syndication durante la stagione televisiva 1996-1997.
La serie racconta la vita professionale e personale di alcuni membri della NASA Astronaut Corps presso il Kennedy Space Center in Florida, con particolare attenzione all'addestramento in vista di missioni dello Space Shuttle. Il cast delle serie è composto da Corbin Bernsen, nei panni dell'esperto astronauta colonnello Henry J. "Bull" Eckert, Adam Baldwin (Colonnello Jack Riles) e Cameron Bancroft (Capitano Ezekiel 'Zeke' Beaumont).
Il compositore John Debney ha vinto un Emmy Award per le musiche di The Cape

## Episodi
| Stagione       | Episodi | Prima TV originale | Prima TV Italia |
| -------------- | ------- | ------------------ | --------------- |
| Prima stagione | 22      | 1996-1997          | 1997            |